# Colonna coclide

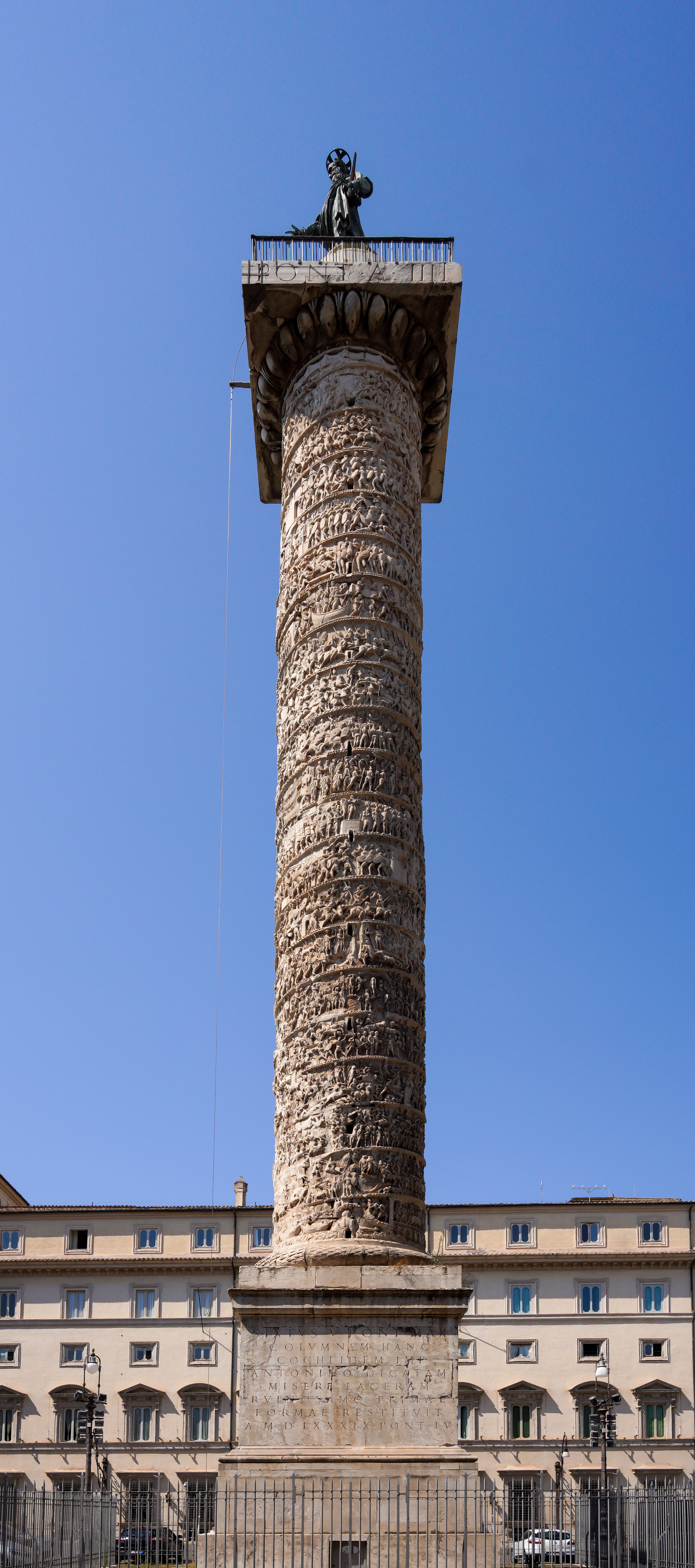
La Colonna di Marco Aurelio

Una colonna coclide è un tipo di monumento onorario inventato dai Romani e consistente in una grande colonna isolata decorata da un fregio che vi si arrotola sopra e che contiene una scala a chiocciola all'interno ("coclide" si riferisce proprio alla spirale della chiocciola).
La prima colonna coclide fu la Colonna Traiana a Roma (113), seguita dalla colonna di Marco Aurelio, sempre a Roma (192). A queste vanno aggiunte le colonne di Costantinopoli: la colonna di Teodosio e quella di Arcadio del V secolo, la Colonna di Giustiniano del 543, oggi scomparse e note solo da disegni rinascimentali.
La forma della colonna coclide venne ripresa in seguito solo in epoca neoclassica, come con la colonna di Austerlitz, in bronzo, voluta da Napoleone per Parigi nel 1806.

## Altre immagini

Colonna Traiana
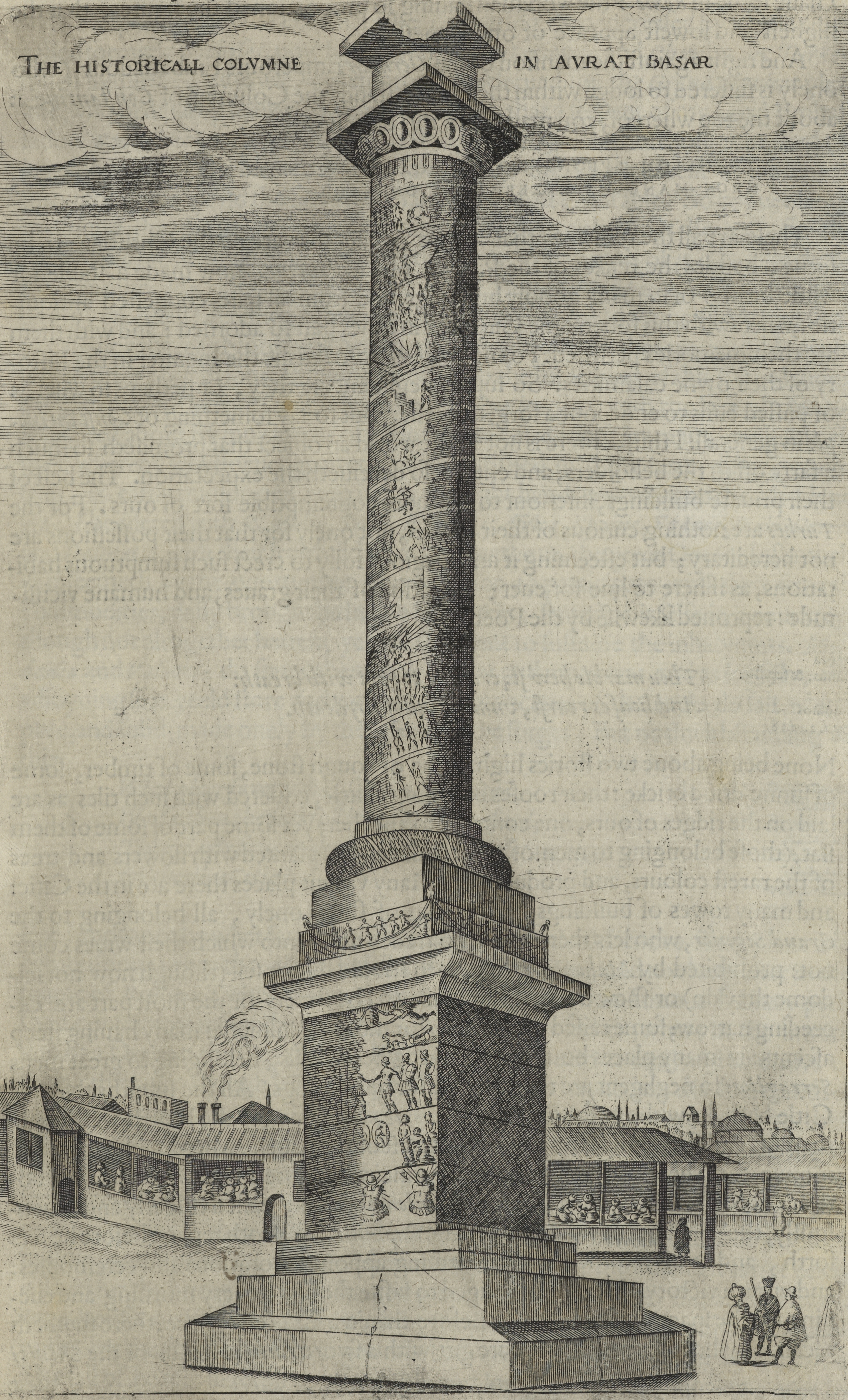
Colonna di Arcadio
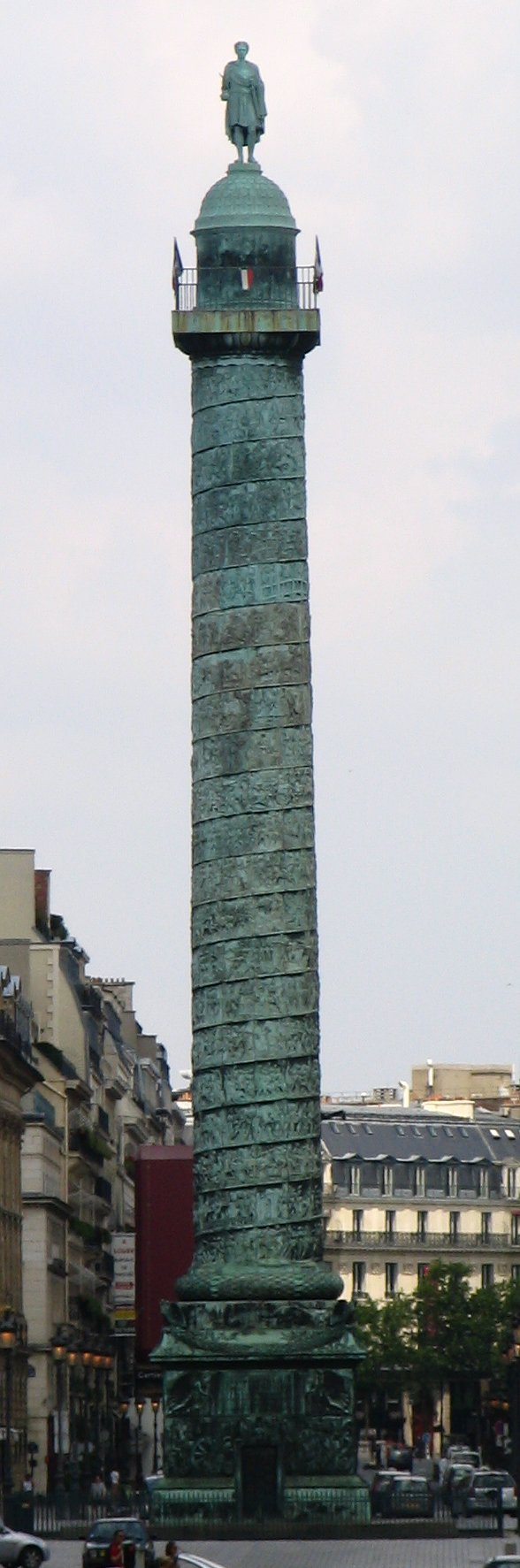
Colonna di Austerlitz